# 家田美智雄
家田 美智雄（いえだ みちお、1934年（昭和9年）1月7日 - 2017年（平成29年）8月9日）は、日本の実業家。

## 人物
愛知県稲沢市出身。愛知県立津島高等学校を1952年（昭和27年）に卒業。
上京し明治大学政治経済学部に入学。1956年（昭和31年）に卒業後、地元のスーパーに就職した。ユニーの初代ドライ食品部長。77年子会社「ユーストア」設立とともに初代社長に就任しスーパーマーケット業界有数の優良企業に育て上げた。

## 経歴
- 1959年（昭和34年） - 株式会社城屋入社
- 1961年（昭和36年） - 株式会社西川屋入社
- 1970年（昭和45年） - 株式会社西川屋チェン取締役就任
- 1971年（昭和46年） - ユニー株式会社取締役就任
- 1975年（昭和50年） - 同社人事部長
- 1977年（昭和52年） - 株式会社ユーストア設立、社長に就任
- 1993年（平成5年）5月18日 - ユニー株式会社社長に就任・株式会社ユーストア会長に就任[3]
- 1997年（平成9年）5月16日 - ユニー会長に就任[4]
- 2002年（平成12年）5月17日 - ユニー会長を退任[5]
- 2017年（平成29年）8月9日 - 死去[6]
  - 入社以来ユニーに39年間勤めて、ユニーの会長を退任した後、サークルケイ・ジャパン株式会社会長、シーアンドエス取締役[7]、株式会社サンクスアンドアソシエイツの会長を歴任する。